# Eucalyptus salmonophloia
Eucalyptus salmonophloia ist eine Pflanzenart innerhalb der Familie der Myrtengewächse (Myrtaceae). Sie kommt im Südwesten und Süden von Western Australia vor und wird dort „Salmon Gum“ genannt.

## Beschreibung

### Erscheinungsbild und Blatt
Eucalyptus salmonophloia als Baum, der Wuchshöhen von 4 bis 30 Meter erreicht. Die Äste streben nach oben und außen und bilden so eine schirmartige Krone. Die Borke ist am gesamten Baum glatt und grau, grau-braun, braun, lachsfarben oder orange. Öldrüsen gibt es weder im Mark der jungen Zweige noch in der Borke. Der Stammdurchmesser erreicht etwa 1 Meter, selten bis über 1,7 Meter.
Bei Eucalyptus salmonophloia liegt Heterophyllie vor. Die Laubblätter sind stets in Blattstiel und -spreite gegliedert. An mittelalten Exemplaren ist die Blattspreite breit-lanzettlich bis eiförmig, gerade, ganzrandig und matt grau-grün. Der Blattstiel an erwachsenen Exemplaren ist vierkantig. Die auf Ober- und Unterseite gleichfarbig glänzend grüne Blattspreite an erwachsenen Exemplaren ist lanzettlich oder schmal-lanzettlich, relativ dünn, sichelförmig gebogen, verjüngt sich zur Spreitenbasis hin und ihr oberes Ende kann spitz oder zugespitzt sein. Die kaum sichtbaren Seitennerven gehen in einem spitzen Winkel vom Mittelnerv ab. Die Keimblätter (Kotyledone) sind zweiteilig.

### Blütenstand, Blüte und Frucht
Seitenständig an einem bei einem Durchmesser von bis zu 3 mm im Querschnitt stielrunden, schmal abgeflachten oder kantigen Blütenstandsschaft stehen in einem einfachen Blütenstand etwa sieben, elf oder mehr Blüten zusammen. Die Blütenknospe ist eiförmig oder kugelig und nicht blaugrün bemehlt oder bereift Die Kelchblätter bilden eine Calyptra, die früh abfällt. Die glatte Calyptra ist halbkugelig oder konisch, zwei- bis dreimal so lang wie der glatte Blütenbecher (Hypanthium) und ebenso breit wie dieser. Die Blüte ist weiß oder cremeweiß. Die Blütezeit in Western Australia reicht von August bis Dezember.
Die Frucht ist halbkugelig, der Diskus ist eingedrückt und die Fruchtfächer stehen heraus.

## Vorkommen
Eucalyptus salmonophloia kommt im Südwesten und Süden von Western Australia vor. Eucalyptus salmonophloia tritt in den selbständigen Verwaltungsbezirken Beverley, Brookton, Bruce Rock, Coolgardie, Coorow, Corrigin, Cuballing, Cunderdin, Dalwallinu, Dowerin, Dumbleyung, Dundas, Esperance, Gnowangerup, Goomalling, Kalgoorlie-Boulder, Kellerberrin, Kent, Kondinin, Koorda, Kulin, Lake Grace, Laverton, Menzies, Moora, Morawa, Mount Marshall, Mukinbudin, Narembeen, Narrogin, Northam, Nungarin, Perenjori, Pingelly, Quairading, Ravensthorpe, Tammin, Toodyay, Trayning, Victoria Plains, Wagin, Wandering, Westonia, Wickepin, Williams, Wongan-Ballidu, Wyalkatchem, Yalgoo, Yilgarn und York in den Regionen Goldfields-Esperance, Great Southern, Mid West und Wheatbelt auf.
Eucalyptus salmonophloia wächst auf roten tonigen Lehm- oder Tonböden und auf rotem Sand, oft mit Kies, in Ebenen und auf niedrigen Hügeln.

## Taxonomie
Die Erstbeschreibung von Eucalyptus salmonophloia erfolgte 1878 durch Ferdinand von Mueller in Fragmenta Phytographiae Australiae, Volume 11 (88), S. 11. Das Typusmaterial weist die Beschriftung „In silvis ad flumen cygnorum ejus ostium versus, F. M.; abhinc usque in viciniam oasis Victoria-Spring passim occurens; E. Giles“ auf.

## Nutzung
Eucalyptus salononphloia gedeiht in der USDA-Klimazone 9. Diese schnell wachsende Art verträgt Trockenheit und leichten Frost und gedeiht auf nährstoffarmen Böden, auch auf leicht salzhaltigen Standorten. Daher eignet Eucalyptus salmonophloia sich für die Wiederaufforstung und für Gebiete, in denen das Erdreich stabilisiert werden muss.
Das Holz von Eucalyptus salmonophloia ist besonders beständig und wird als Eisenbahnschwelle, Grubenholz oder gutes Feuerholz eingesetzt.